# Пропаштица
Пропаштица (алб. Prapashticë) је насељено место у граду Приштини, на Косову и Метохији. Према попису из 2024. у насељу је живело 135 становника.

## Становништво
Према попису из 2011. године, Пропаштица има следећи етнички састав становништва:
| Националност | 2011.        |
| Албанци      | 240 (100,0%) |
| Укупно       | 240          |

| Демографија | Демографија | Демографија |
| Година      | Становника  | Становника  |
| ----------- | ----------- | ----------- |
| 1948.       | 901         |             |
| 1953.       | 1.030       |             |
| 1961.       | 1.078       |             |
| 1971.       | 1.004       |             |
| 1981.       | 941         |             |
| 1991.       | 1.040       |             |
| 2011.       | 240         |             |